# Yhdestä puusta
Yhdestä puusta è il quarto album del cantante reggae finlandese Jukka Poika, pubblicato dalla Suomen Musiikki il 14 marzo 2012.
L'album è stato anticipato dall'uscita della hit Silkkii, il 23 maggio 2011 che ha raggiunto il vertice delle classifiche dei singoli più venduti nell'estate del 2011. Inoltre il 20 gennaio 2012 Silkkii ha vinto un Emma Award come Canzone dell'anno durante gli Emma gaala tenutisi alla Barona Areena di Espoo. Il secondo singolo anticipatore dell'album è Älä tyri nyt, pubblicato il 9 febbraio 2012 assieme ad un video musicale.
Il 25 settembre 2012 è uscito il quarto singolo dell'album, Potentiaali.
L'album è entrato subito alla prima posizione nelle classifiche musicali finlandesi.

## Tracce
CD
1. Liian paljon hyvää – 3:56
2. Älä tyri nyt – 3:48
3. Silkkii – 3:45
4. Potentiaali – 4:28
5. Siideripissis – 3:02
6. Mun skidit – 4:31
7. Kuin sä helttaat – 4:51
8. Viestii – 3:14
9. Jyrkänteet – 4:12
10. Rautapaita gong fu – 3:40
11. Valon valtameri – 4:21
12. Riippuvuus – 4:51

DVD
1. Hypnoosiin – Live
2. Pläski – Live
3. Romanttinen hölmö – Live
4. Lempee – Live
5. Taas mä satutin – Live
6. Älä tyri nyt – Video
7. Silkkii – Video
8. Silkkii – Making Of

LP
1. Liian paljon hyvää – 3:56
2. Älä tyri nyt – 3:48
3. Silkkii – 3:45
4. Potentiaali – 4:28
5. Siideripissis – 3:02
6. Mun skidit – 4:31
7. Kuin sä helttaat – 4:51
8. Viestii – 3:14
9. Jyrkänteet – 4:12
10. Rautapaita gong fu – 3:40
11. Valon valtameri – 4:21
12. Riippuvuus – 4:51
13. Fu kong dub
14. Skidi versio
15. Vastalääke dub

## Classifica
| Classifica                            | Massima posizione |
| ------------------------------------- | ----------------- |
| Suomen virallinen lista - Albumilista | 1                 |